# 湘南深沢駅
湘南深沢駅（しょうなんふかさわえき）は、神奈川県鎌倉市梶原にある、湘南モノレール江の島線の駅である。駅番号はSMR4。

## 概要
無人駅だが、平日朝ラッシュ時には集札業務員が配置されている。隣接するJR東日本工場跡地などの広大な敷地では、鎌倉市による深沢地域周辺地区のまちづくりが推進されており、市庁舎移転計画も含めた新たな都市拠点の形成に向けて、駅前市有地では現在、多目的スポーツ広場、公園、駐輪場などの暫定利用が行われている。また、交通バリアフリー法に拠る同市の取り組み鎌倉市移動円滑化基本構想第2部編によれば、当駅はバリアフリー化の整備にあたって駅の大規模な改修が必要とされているほか、路線バスとの交通結節機能も求められている。

## 歴史

### 年表
- 1970年（昭和45年）3月7日：開業[1]。
- 2018年（平成30年）4月1日：ICカード「PASMO」の利用が可能となる[2]。簡易改札機で対応[3]。

### 駅名の由来
1947年（昭和22年）に鎌倉市に編入されるまで、この地域が深沢村だったことから。深沢と呼ばれる地区は、梶原・常盤・笛田・寺分・常盤・上町屋地区を指しており、深沢という地名自体は現在では学校名や駅名に用いられるに留まっている。

## 駅構造

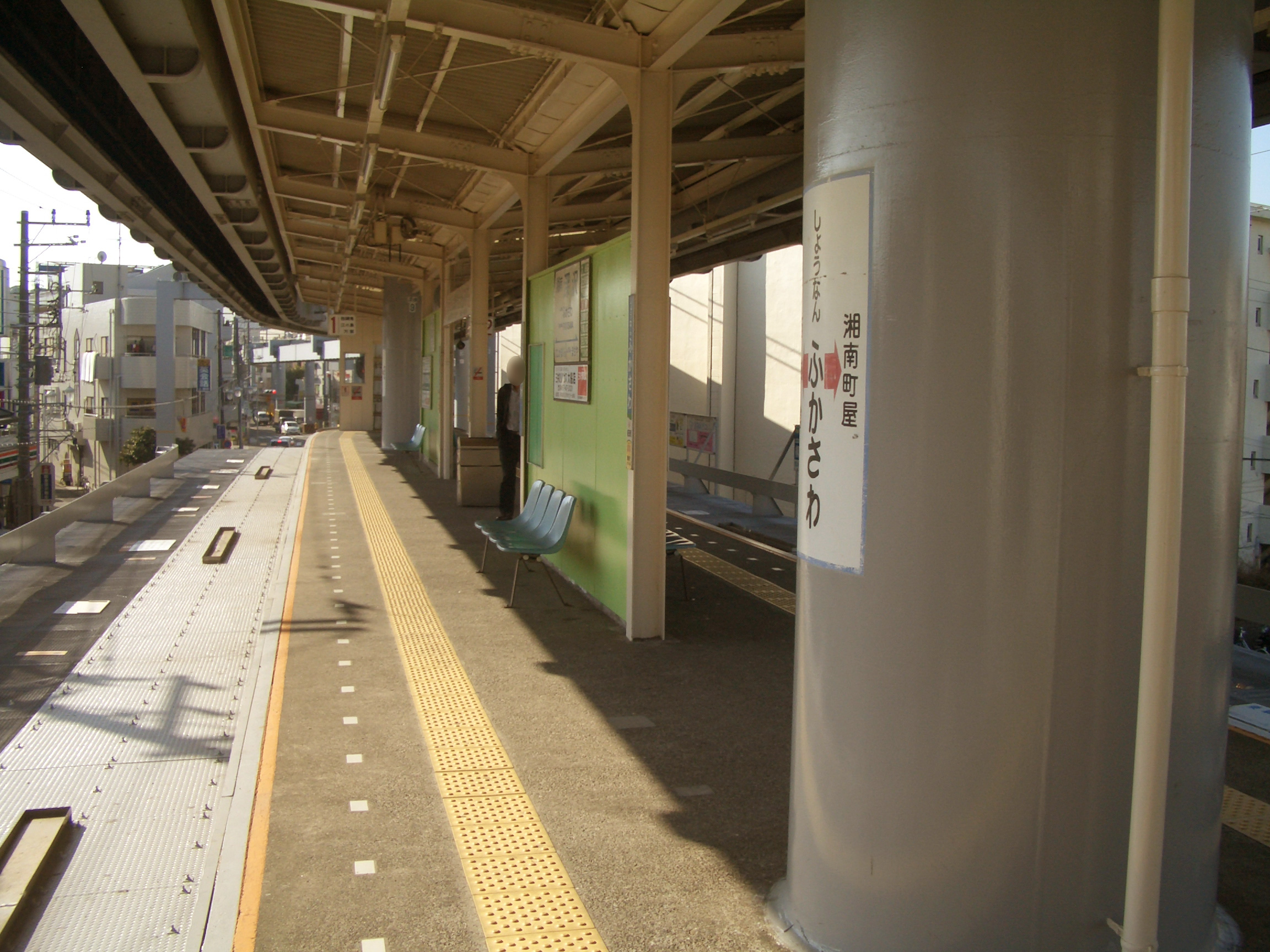
ホーム（2008年12月）

島式ホーム1面2線の高架駅。エスカレーターやエレベーターは設置されておらず、階段のみでの乗降となる。無人駅のため改札口は無く、乗車時には自動券売機で乗車券を購入し、降車時には切符入れに客が各自で切符を入れる。
券売機脇には駅係員連絡用インターホンが設置されている。
当駅の湘南江の島方から、深沢車庫への引き込み線が分岐している。

### のりば
| 番線 | 路線      | 行先                   |
| ---- | --------- | ---------------------- |
| 1    | ■江の島線 | 西鎌倉・湘南江の島方面 |
| 2    | ■江の島線 | 大船方面               |

- 2番線は湘南江の島側に出発・入替信号機が設置されており、前述の深沢車庫入庫・出庫に用いられる。

## 利用状況
各年度の1日平均乗車人員は下表の通り。
| 乗車人員推移       | 乗車人員推移     | 乗車人員推移 |
| 年度               | 1日平均 乗車人員 | 出典         |
| ------------------ | ---------------- | ------------ |
| 1998年（平成10年） | 3,259            | [ * 2 ]      |
| 1999年（平成11年） | 3,164            | [ * 3 ]      |
| 2000年（平成12年） | 3,056            | [ * 4 ]      |
| 2001年（平成13年） | 3,018            | [ * 4 ]      |
| 2002年（平成14年） | 2,977            | [ * 5 ]      |
| 2003年（平成15年） | 2,999            | [ * 6 ]      |
| 2004年（平成16年） | 2,937            | [ * 7 ]      |
| 2005年（平成17年） | 2,862            | [ * 8 ]      |
| 2006年（平成18年） | 2,660            | [ * 9 ]      |
| 2007年（平成19年） | 2,655            | [ * 10 ]     |
| 2008年（平成20年） | 2,616            | [ * 11 ]     |
| 2009年（平成21年） | 2,642            | [ * 12 ]     |
| 2010年（平成22年） | 2,625            | [ * 13 ]     |
| 2011年（平成23年） | 2,531            | [ * 14 ]     |
| 2012年（平成24年） | 2,648            | [ * 15 ]     |
| 2013年（平成25年） | 2,655            | [ * 16 ]     |
| 2014年（平成26年） | 2,563            | [ * 17 ]     |
| 2015年（平成27年） | 2,615            | [ * 18 ]     |
| 2016年（平成28年） | 2,691            | [ * 19 ]     |
| 2017年（平成29年） | 2,727            | [ * 20 ]     |
| 2018年（平成30年） | 2,891            | [ * 21 ]     |
| 2019年（令和元年） | 3,060            | [ * 22 ]     |
| 2020年（令和02年） | 2,333            | [ * 23 ]     |
| 2021年（令和03年） | 2,663            | [ * 24 ]     |
| 2022年（令和04年） | 2,841            | [ * 25 ]     |
| 2023年（令和05年） | 3,059            | [ * 1 ]      |

## 駅周辺
- 鎌倉市深沢行政センター
  - 鎌倉市深沢支所
  - 鎌倉市深沢図書館
- 鎌倉市立寺分保育園
- 鎌倉市立深沢小学校
  - 梶原景時父子の墓（深沢小学校敷地内）
- 鎌倉市立深沢中学校
- 深沢郵便局
- 湘南モノレール本社・深沢車庫
- JR東日本鎌倉総合車両センター（旧:大船工場）跡地
- 泣塔（JR鎌倉総合車両センター敷地脇）
- 大慶寺
- 等覚寺
- 東光寺
- 大仏切通
- 湘南記念病院
- 豊島屋笛田工場
- 鎌倉山（但し、約1.2km離れている）

### バス路線
駅北側に設置されている「大船工場」が最寄りバス停。この他、車両基地への分岐点付近及び深沢交差点付近に設置されている「深沢」「湘南深沢」も利用可能。なお「深沢」バス停は複数箇所に乗り場が設置されており、そのうちスーパーマーケットやまか深沢店前に設置されている乗り場と「湘南深沢」バス停は同位置である。
大船工場
- 北方向
  - 京浜急行バス
    - 船2・船4・船5- 大船駅行
- 南方向
  - 京浜急行バス
    - 船2 - 梶原行
    - 船4 - 鎌倉山行
    - 船5 - 諏訪ケ谷循環（西鎌倉先回り・津村先回り） ※津村先回りは朝のみ

深沢
- 市道北方向
  - 京浜急行バス
    - 船2・船4・船5 - 大船駅行
- 市道南方向
  - 京浜急行バス
    - 船2 - 梶原行
    - 船4 - 鎌倉山行
    - 船5 - 諏訪ケ谷循環（西鎌倉先回り・津村先回り） ※津村先回りは朝のみ
- 県道側東方向
  - 江ノ電バス
    - F1・F11・K3 - 鎌倉駅行
    - F12 - 桔梗山行
- 県道側西方向
  - 京浜急行バス
    - 船2 - 大船駅行

  - 江ノ電バス
    - F11・F12 - 藤沢駅南口行
    - K3 - 湘南車庫行

湘南深沢
- 江ノ電バス
  - F7 - 藤沢駅南口行（アズビル前経由） ／  教養センター循環・笛田四番行（平日のみ1本）

## 隣の駅
湘南モノレール
■江の島線
湘南町屋駅（SMR3） - 湘南深沢駅（SMR4） - 西鎌倉駅（SMR5）